# Sucre perlé

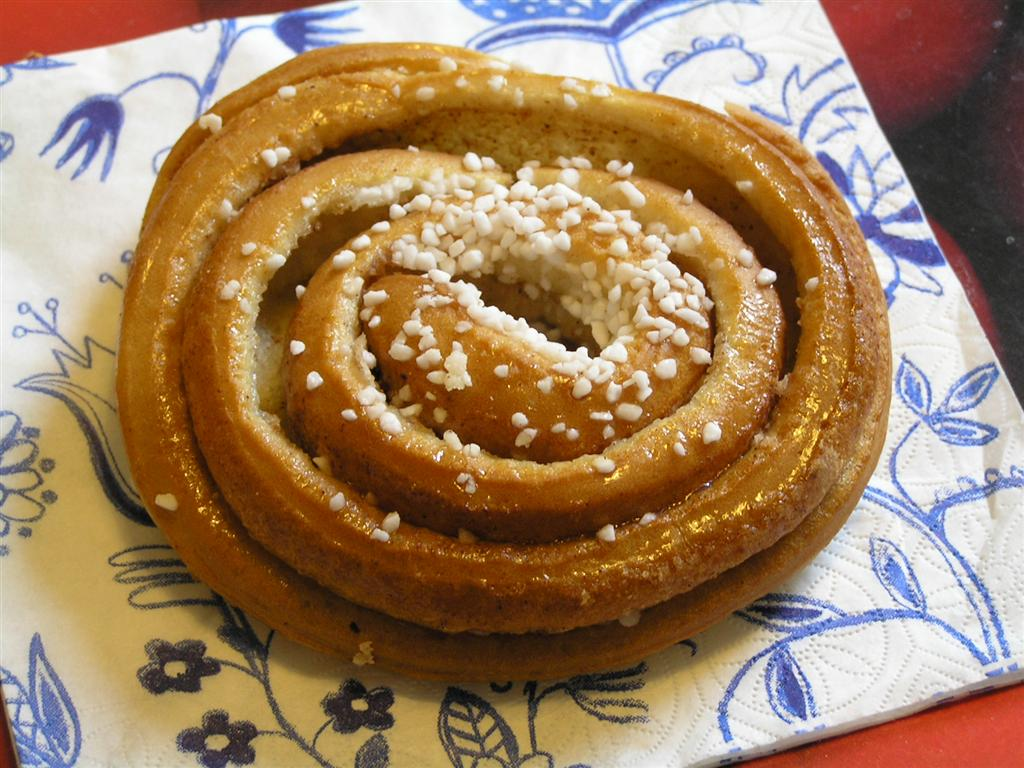
Une Kanelbulle suédoise garnie de sucre perlé.

Le sucre perlé, appelé aussi sucre en grains ou sucre casson, est un état particulier du sucre de betterave obtenu par la compression de sucre raffiné, à la fois aggloméré et résistant à la chaleur, qui est utilisé pour les chouquettes en France et dans des pâtisseries de la région liégeoise et verviétoise, par exemple, dans la recette des gaufres de Liège, des craquelins et du gâteau de Verviers. Il en existe plusieurs calibres, de 0,8 à 15 mm. Il existe également différentes couleurs et différents arômes. Le sucre perlé enrobé est recouvert d'une graisse végétale (sans acide gras trans) qui permet de renforcer la stabilité du décor des pâtisseries humides.

## Fabricants
Les principaux fabricants sont les sucreries Tirlemont et Couplet en Belgique.